# Герб Карлівського району
Герб Карлівського району — офіційний символ Карлівського району, затверджений 23 січня 2002 р. рішенням сесії районної ради.

## Опис
На зеленому щиті з золотою облямівкою золоті колоски, поєднані з червоною напівшестернею. У центрі герба щиток, перетятий лазуровим і золотим, на щитку чорна бурова установка, під якою на червона підкова.